# Yunnanites
Yunnanites är ett släkte av insekter. Yunnanites ingår i familjen Pyrgomorphidae.
Kladogram enligt Catalogue of Life:
| Yunnanites | \| \| Yunnanites albomargina \| \| \| \| \| \| Yunnanites coriacea \| \| \| \| \| \| Yunnanites zhengi \| \| \| \| |
|            | \| \| Yunnanites albomargina \| \| \| \| \| \| Yunnanites coriacea \| \| \| \| \| \| Yunnanites zhengi \| \| \| \| |
|            | Yunnanites albomargina                                                                                             |
|            | |
|            | Yunnanites coriacea                                                                                                |
|            | |
|            | Yunnanites zhengi                                                                                                  |
|            | |